# ICE 4
Deutsche Bahn naziva ICE 4 vrstom Intercity-Express (ICE) vlaka velike brzine za prijevoz putnika na velikim udaljenostima koji je u upotrebi od 2017. godine. Do rujna 2015. godine vlakovi su vozili pod nazivom projekta ICx. Godine 2011. tvrtka Siemens Mobility dobila je zadatak da razvije i izgradi početnih 130 vlakova. Serijska oznaka za lokomotovi je 412, a za nepogonska srednja i upravljačka kola 812. Jedinice od dvanaest vagona u redovitom su prometu od prosinca 2017. godine, a jedinice od sedam vagona od prosinca 2020. godine. U veljači 2021. u putničkom prometu prvi je put korišten vlak s trinaest vagona.

#### Drugi razred
Razmak sjedala u drugoj klasi automobila iznosi 856 mm za red sjedala i stoga je dobrih 7 cm uži nego u prethodnim ICE generacijama (primjer ICE 1); pregrada sjedala za sjedala vis-à-vis je 1900 mm. S 460 mm, širina sjedala između naslona za ruke je neznatno manja nego u prethodnoj seriji ICE.  Prostor za koljena iznosi 826 mm. Sa samo 509 mm, širina prolaza je dobrih deset centimetara uža nego u ICE 1. Širina naslona za ruke također je smanjena na samo 40 do 60 milimetara. Nasloni sjedala drugog razreda mogu se nagnuti do 32 stupnja. Dubina sjedala više nije podesiva. Jedna električna utičnica dostupna je za svako dvostruko sjedalo drugog razreda. 
- Salon druge klase s policama za prtljagu
- Zaslon s prikazom udaljenosti i brzine
- Mjesta za invalidska kolica
- Odjeljak za djecu
- Prostor kupea u krajnjem vagonu

### Tehnologija
Pogonska srednja kola nazivaju se Powercars i svaka imaju transformator, vučni pretvarač, pomoćni pretvarač i četiri vučna motora.  Vagoni dviju varijanti vlaka razlikuju se samo u prijenosnom omjeru za dvije najveće predviđene brzine.
Transformator i pretvarač snage opskrbljuju se uljem tj. vodom preko zajedničkog rashladnog sustava. Komponente istosmjerne struje višesustavnih vlakova montirane su ispod poda u srednjim vagonima bez pogona. Instalirana vučna snaga po voženom srednjem vagonu iznosi 1,65 megavata.  Svaki vlak ima dva pantografa za DB i ÖBB mrežu širine palete 1950 mm, koji su smješteni na srednjem vagonu 2 i pogonskom vagonu 2 ZUB. Svaki vlak K3s sa SBB opremom opremljen je pantografom za SBB mrežu sa širinom palete od 1450 mm. Maksimalni nagib je 40 promila, najmanji radijus zavoja koji se može voziti je 150 metara.
Vlakovi sa sedam vagona projektirani su prema TSI klasi 2, a dvanaest vagona prema klasi 1.  Odobrenje klase 1 zahtijeva, između ostalog, proširenu opremu za kočenje i nadzor osovinskih ležajeva. Nadalje, zahtjevi u pogledu fluktuacija tlaka zraka su veći.
Do šest zaslona po vagonu dostupno je za informacije putnicima.  U vagonima su TFT ekrani (19 inča) u stropnim gondolama, te 15 inčni ekrani u ulazima. Informacijski sustav za putnike može generirati automatske, višejezične obavijesti. Po prvi put u ICE floti, podaci o rezervaciji za ICE 4 više se ne snima na disketu već putem radija.
Sustavi klimatizacije vlakova trebaju biti projektirani za vanjske temperature od -25 do +45 °C.  Između −20 i +40 °C vanjskih temperatura ne bi trebalo biti ograničenja u pogledu udobnosti.  Dva kompaktna klima uređaja s hladnom parom nalaze se u krovnom dijelu svakog automobila, a mogu raditi i zasebno. Isporučit će ih Faiveley Transport. Kao sustavi upravljanja vlakom predviđeni su točkasto ( PZB ) i linearno upravljanje vlakom (LZB) te ETCS.  Početkom studenog 2018. najavljeno je odobrenje za rad ETCS-a u Njemačkoj. 
Komunikacija unutar vagona i unutar vlakovne garniture odvija se putem Etherneta ( Siemensov sustav željezničke automatizacije Profinet ). Pojedinačnim komponentama se pristupa putem web pristupa. Postavljena je i mreža putem Etherneta, s kojom se mogu prenositi, na primjer, WLAN ili ponude za zabavu. Razdvajanjem mreža za kontrolu vozila i informacije o putnicima, trebalo bi biti moguće brže reagirati na nove zahtjeve.
Za razliku od ranijih serija ICE, nepogonska vozila voze na (lakšim) okretnim postoljima s interno postavljenim setovima kotača. Pogonska okretna postolja dizajnirao je Siemens na temelju SF500.   Okretna postolja prikolice moraju imati aktivnu kontrolu osovinskog sklopa za radijalno podešavanje osovinskog sklopa u luku. Isporučit će ih Bombardier Transportation. Modularna struktura omogućuje izmjenu cijelih sklopova i njihov popravak izvan vlaka. S potpuno funkcionalnim kočnicama, višestruke jedinice imaju 195 postotaka kočenja ( položaj kočnice R ei +Mg), 175 postotaka kočenja (položaj kočnice R I ) ili 141 postotak kočenja (R). Podnice su obložene zaštitnim premazom od udara šljunka.
Rubovi vozačeve kabine kontrolnih vagona, kao i svi brzi vlakovi, opremljeni su spojnicama tipa 10 Scharfenberg, krajnja kola 6812.2 i 7812.2 za jedinice sa sedam vagona također imaju kontaktne priključke zbog njihove namjene za višestruku vuču.

## Nagrade
- Red Dot Design Award 2015
- Njemačka nagrada za dizajn 2015.[14]

## Vanjske poveznice
- Informacije o proizvođaču: ICE 4, brzi vlak za Deutsche Bahn
- Kako se gradi ICE?. 56-minutni video iz biblioteke nefikcijskih priča iz Showa s mišem .